# Передменструальний синдром

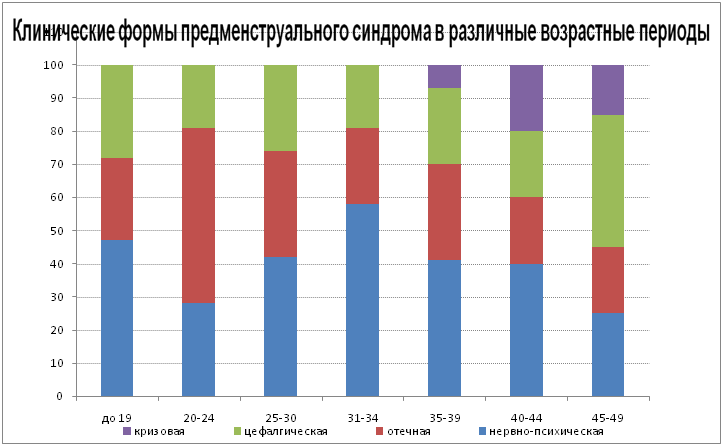
Клінічні форми ПМС у різні вікові періоди

Передменструа́льний синдро́м (ПМС), також синдром предменструальної напруженості, предменструальна хвороба, циклічний синдром — симптомокомплекс, що виникає у лютеїнову фазу менструального циклу чи за 2—10 днів перед менструацією у деяких жінок репродуктивного віку, і характеризується психоемоційними, вегетосудинними і обмінно-ендокринними порушеннями, що негативно позначаються на благополуччі та погіршують якість життя.
Певну роль у прояві симптомів ПМС відіграють провокуючі фактори, такі як пологи, гінекологічні розлади та операції, депресія, стрес, інфекційні захворювання, незбалансоване харчування. Точні причини розвитку синдрому досі не досліджені.
Головною метою лікування синдрому є нормалізація функцій гіпоталамуса, а також усунення супутніх гінекологічних захворювань, інфекцій та токсикозу. Основними методами є фармакотерапія, гормональна терапія та немедикаментозне лікування. В ряді країн запроваджена можливість узяти відпустку у зв'язку з менструацією.

## Історія
На сьогодні точно невідомо, коли виникли вчення про передменструальний синдром. Ще римський лікар Соран Ефеський припускав, що нездужання жінок до менструації залежать від місцевості проживання, а античний медик Гален говорив про зв'язки хворобливого стану за кілька днів до циклічних кровотеч з фазами Місяця. 
Перші наукові дослідження про циклічність коливання деяких фізіологічних параметрів виконані Олександром Репрєвим та Дмитром Оттом. В 1931 році Роберт Т. Франк в статті «Гормональні причини передменструальної напруженості» (The hormonal causes of premenstrual tension) дав офіційне визначення стану як медичного синдрому — «передменструальна напруженість» (англ. premenstrual tension), а також сформулював і пояснив деякі з причин порушень. На його думку, частина досліджених ним симптомів була зумовлена зниженням сироваткового рівня прогестерону. Через 10 років Льюїс Грей описав психосексуальні розлади під час ПМС. З того часу захворювання вважається нозологічною одиницею, що ввійшла в класифікацію хвороб 10-го перегляду ВООЗ.
З часом увага до симптомокомплексу зростає. Це можна пояснити зростанням частоти захворювання і соціально-економічними втратами після масового залучення жінок у виробництво, оскільки близько в 5 % випадків симптоми мають яскраво виражений характер і спричиняють зниження працездатності і рівня сімейної та соціальної адаптації.
За гіпотезою австралійського біолога Майкла Гіллінгса існування ПМС обґрунтовується з точки зору природного добору: в цьому нервозному і дратівливому стані зростають шанси на розставання жінки з безплідним партнером, що є еволюційною перевагою, завдяки якій ПМС зберігся у популяції.

## Епідеміологія
До 80 % жінок репродуктивного віку повідомляють про наявність деяких симптомів, що передують менструації. Ці симптоми кваліфікуються як ПМС у 20-30 % жінок та є важкими у 3-9 %.
Частота передменструального синдрому залежить від віку: чим старша жінка — тим частіший ПМС, від 25 до 90 %. У віці від 19 до 29 років ПМС спостерігається у 20 % жінок, після 30 років зустрічається приблизно у кожної другої. Після 40 років частота сягає 55 %. Були також зареєстровані випадки ПМС у дівчат одразу по настанню менархе.

## Причини
Певну роль у прояві симптомів ПМС відіграють провокуючі фактори, такі як пологи і аборти, стреси, інфекційні захворювання. ПМС частіше зустрічається у жінок з порушеннями центральної нервової системи, шлунково-кишкового тракту, серцево-судинної системи і може спостерігатись як при овуляторному циклі (при котрому яйцеклітина виходить з яєчника в порожнину тіла), так і при ановуляторному (цикл, при котрому вихід яйцеклітини відсутній). Частіше ПМС спостерігається у емоційно лабільних жінок з нестачею маси тіла та інтелектуальними навантаженнями.
На сьогодні етіопатогенетичні механізми синдрому вивчені недостатньо. Існує ряд гіпотез, що пояснюють появу симптоматики ПМС, проте наразі чіткого патофізіологічного і біохімічного обґрунтування її виникнення немає. Нині вченими розглядаються кілька теорій етіології передменструального синдрому:
- гормональна гіпотеза;
- алергічна гіпотеза;
- теорія «водної інтоксикації»;
- теорія гіперадренокортикальної активності і збільшення альдостерону;
- теорія психосоматичних порушень.

## Фактори ризику
Виділяються наступні основні фактори ризику розвитку передменструального синдрому:
а) загальні фактори:
- європеоїдна раса;
- наявність проявів ПМС у однояйцевої сестри-близнючки;
- пізній репродуктивний вік;
- черепно-мозкові травми;
- нейроінфекції;
- інші нейроендокринні захворювання;
- запальні процеси: симптоми ПМС вираженіші, якщо в крові жінки більше С-реактивного білка (HS-CRP), рівень якого зростає при запаленнях[13].

б) гінекологічні розлади: 
- запальні захворювання органів статевої системи;
- генітальний кандидоз;
- часті вагітності або, навпаки, їх відсутність;
- викидні чи аборти;
- гінекологічні операції;
- токсикоз вагітності;
- наявність побічних ефектів при прийомі комбінованих оральних контрацептивів;

в) спосіб життя:
- проживання в великих містах;
- заняття розумовою працею; недостатня фізична активність;
- незбалансоване харчування.
- стрес;
- депресія;

## Клінічні ознаки та класифікація
Передменструальний синдром характеризується багатоманіттям симптоматики.
Наразі відомо понад 200 симптомів ПМС, однак найбільш розповсюдженими вважаються дратівливість, напруженсть і дисфорія. Набір симптомів є індивідуальним.
Він може проявлятися в ряді таких порушень, як:
- психо-емоційні симптоми (дратівливість, депресія, плаксивість, агресивність);
- вегето-судинні симптоми (головний біль, нудота, блювання, біль у серці);
- обмінно-ендокринні симптоми (нагрубання молочних залоз, набряки, свербіж, підвищення температури тіла).

У залежності від переважання тих чи інших симптомів виділяють чотири основні клінічні форми та атипову форму синдрому:
- Нервово-психічна (найпоширеніша форма, біля 43 % пацієнток з ПМС, середній вік 33±5 роки) — переважають такі симптоми як дратівливість, депресія, слабкість, плаксивість, агресивність. У молодих жінок переважає депресія, а в перименопаузальному віці виявляється агресивність[11], а також підвищена чутливість до запахів та звуків, оніміння кінцівок, нагрубання молочних залоз і метеоризм. Відмічено, що якщо у молодих жінок за даної форми ПМС переважає депресія, то в перехідному віці превалює агресивність. В ранньому репродуктивному віці дана форма реєструється у 18 %, в активному репродуктивному — у 69 %, в пізньому — у 40 % жінок, що страждають на ПМС[5][14].
- Цефалгічна (понад 20 % пацієнток) — розвивається пульсуючий головний біль з іррадіацією в очні яблука. Головні болі зазвичай пульсуючі, смикаючі, починаються у скроневій долі, супроводжуються нудотою, блюванням. Артеріальний тиск при цьому не змінюється. Приблизно у третини пацієнток з даною формою спостерігається депресія, біль в області серця, підвищена пітливість, оніміння рук; а також дратівливість, запаморочення, підвищена чутливість до запахів та звуків, нагрубання молочних залоз. Характерне важке протікання з постійними рецидивами. Найчастіше зустрічається у пацієнток раннього (≈ 32 %) і пізнього (20 %) репродуктивного віку[5][14].
- Набрякова (20 % пацієнток) — виражене нагрубання й болючість молочних залоз, набряклість обличчя, гомілок, пальців рук, здуття живота, свербіння шкіри, пітливість та слабкість. У багатьох жінок відмічається пітливість, підвищена чутливість до запахів[11]; в більшості жінок з ПМС в лютеїнову фазу спостерігається затримка рідини в організмі до 500—700 мл. Дана форма ПМС найбільш розповсюджена серед жінок раннього репродуктивного віку (≈ 46 %), а найрідше зустрічається у пацієнток активного репродуктивного віку (≈ 6 %)[5][14].
- Кризова (найрідкісніша форма) — характеризується симпато-адреналовими кризами, що починаються з підвищення артеріального тиску, потім виникає страх смерті, відчуття здавлення за грудиною і пошвидшеного серцебиття, оніміння кінцівок. Зазвичай кризи найчастіше виникають у вечірній чи нічний час і можуть бути викликані стресовими ситуаціями, втомою, інфекційними захворюваннями. Часто можуть завершуватись рясним сечовиділенням[11]; Такі кризи можуть бути результатом тривалих стресів, втоми, інфекцій. Дана форма є найважчим проявом ПМС. Спостерігається у 4 % пацієнток раннього репродуктивного віку, у 12,5 % активного фертильного віку та у 20 % пізнього[5][14].
- До атипової форми належать: гіпертермічна форма (підвищення температури тіла в другу фазу циклу та її зниження з початком менструації), гиперсомнічна форма (сонливість у другій фазі циклу), офтальмоплегічна форма мігрені (одностороннє закриття ока, а також геміпарез у лютеїновій фазі), а також циклічні алергічні реакції (зокрема виразковий гінгівіт і стоматит, блювота, бронхіальна астма, іридоцикліт, менструальна мігрень)[4].

Крім того, передменструальний синдром розділяють на стадії:
- компенсована (симптоми з віком не прогресують і з настанням менструації припиняються);
- субкомпенсована (важкість ПМС з віком погіршується, а симптоми зникають лише по завершенню менструації);
- декомпенсована (симптоми ПМС продовжуються протягом кількох днів по завершенню менструації, а проміжки між їх припиненням и появою з віком скорочуються).

У залежності від вираженості клінічних ознак (кількості, тривалості та інтенсивності симптомів) ПМС підрозділяють на легкий і важкий ступені:
- легкий ступінь: спостерігається 3—4 симптоми за 2—10 днів до менструації,
- важкий ступінь: спостерігається 5—12 симптомів за 3—14 днів до початку менструації[14].

Тяжкою (інвалідизуючою) формою ПМС є передменструальний дисфоричний розлад. Вкрай рідко зустрічається менструальний психоз.

## Прогноз
ПМС в основному є стійким діагнозом: жінки, вразливі до нього, переживають одні й ті ж симптоми з однаковою інтенсивністю близько кінця кожного циклу роками. Лікування окремих симптомів зазвичай ефективне.
Навіть без лікування симптоми схильні згасати у пременопаузі. Попри це, жінки з ПМС чи ПДР мають вищу імовірність значних симптомів, асоційованих з менопаузою, таких як приливи.

## Профілактика
Профілактика передменструального синдрому полягає в перебудові стилю життя на здоровіший. Необхідно виключити стресові ситуації, різкі зміни клімату, аборти і застосування комбінованих оральних контрацептивів. Позитивно впливає регулярне виконання різноманітних аеробних вправ, сеанси релаксації, медитації чи йоги. Крім того, суворо не рекомендується вживання кофеїну, алкоголю, а також бажано вживати їжу невеликими порціями протягом всього дня, аби виключити тривалі відтинки часу без їжі. Бажано слідкувати за прийомом вітамінів, так, для профілактики дратівливості і втомлюваності рекомендуться приймати 100 мг вітаміну В6, 400 мг магнію і 1000 мг кальцію, а вітамін E може бути корисним для молочних залоз.

## Лікування
Існує безліч підходів та методик для лікування ПМС. Серед них дієта, здоровий спосіб життя, зміна обстановки і інші способи регулювання стану здоров'я. Медичні заходи зводяться головним чином до застосування гормонів і антидепресантів.
- Відновна терапія, що включає встановлення і підтвердження стану пацієнтки, а також складання точної та повної рекомендації, є суттєвою частиною терапії, спрямованої на допомогу у відновленні контролю над її життям. Крім того, деякі дослідження показали, що оздоровча аеробіка теж може бути корисною. Помічено, що деякі симптоми ПМС зменшуються, якщо дотримуватися здорового способу життя: скоротити вживання кофеїну, цукру і натрію, при цьому збільшивши прийом харчової клітковини і отримання повноцінного відпочинку і сну.
- При дослідженні різних біодобавок було встановлено, що вживання кальцію (1200 мг на день) може чинити благотворний вплив. Також свою ефективність показав вітамін E (400 МО на день). Крім того, є інші способи лікування ПМС, які вимагають додаткового вивчення: вітамін B6, магній[17], марганець і триптофан.
- Застосування гормонів і антидепресантів.
- фітотерапія